# ドロテア・ア・ダンマーク (1546-1617)
ドロテア・ア・ダンマーク（Dorothea af Danmark, 1546年6月29日 - 1617年1月6日）は、リューネブルク侯ヴィルヘルムの妃。デンマーク・ノルウェー王クリスチャン3世と王妃でザクセン＝ラウエンブルク公マグヌス1世の娘ドロテアの娘。

## 生涯
1546年、コリングで生まれた。1561年10月12日にヴィルヘルムと結婚、15人の子を儲けたが、ヴィルヘルムが精神錯乱を引き起こし、ドロテアはヴィルヘルムと別居した。1592年にヴィルヘルムが亡くなり、後を継いだ長男のエルンスト2世の摂政を務めた。1617年、ウィンゼン（現在のシュレースヴィヒ＝ホルシュタイン州ゼーゲベルク郡の都市）で亡くなった。

## 子女
- ゾフィー（1563年 - 1621年） - 1578年、ブランデンブルク＝アンスバッハ辺境伯及びブランデンブルク＝クルムバッハ辺境伯ゲオルク・フリードリヒと結婚
- エルンスト2世（1564年 - 1611年） - リューネブルク侯
- エリーザベト（1565年 - 1621年） - ホーエンローエ＝ランゲンブルク伯フリードリヒと結婚
- クリスティアン（1566年 - 1633年） - ミンデン司教、リューネブルク侯
- アウグスト1世（1568年 - 1636年） - ラッツェブルク司教、リューネブルク侯
- ドロテア（1570年 - 1649年） - プファルツ＝ツヴァイブリュッケン＝ビルケンフェルト宮中伯カール1世と結婚
- クララ（1571年 - 1658年） - シュヴァルツブルク＝ブランケンブルク伯ヴィルヘルムと結婚
- アンネ・ウルスラ（1572年 - 1601年）
- マルガレーテ（1573年 - 1643年） - 1599年、ザクセン＝コーブルク公ヨハン・カジミールと結婚
- フリードリヒ4世（1574年 - 1648年） - ブレーメン主席司祭、リューネブルク侯
- マリー（1575年 - 1610年）
- マグヌス（1577年 - 1632年）
- ゲオルク（1582年 - 1641年） - カレンベルク侯
- ヨハン（1583年 - 1628年）
- ジビッレ（1584年 - 1652年） - 1616年、従兄のブラウンシュヴァイク＝ダンネンベルク公ユリウス・エルンストと結婚